# Pridvorci (Uskoplje, BiH)
Pridvorci su naseljeno mjesto u općini Gornji Vakuf-Uskoplje, Federacija Bosne i Hercegovine, BiH.

## Zemljopis
Nalazi se u južnom dijelu općine koji se naziva Privor.
Kod Pridvoraca se nalazi prirodno Kalemovo jezero. U blizini izvire rijeka Tuščica, lijeva pritoka Vrbasa.

## Povijest
U srednjem vijeku Pridvorci su bili gusto naseljeni. Ispod Kika u Paraću nalazila su se 83 stećka. Zbog njihovog broja se pretpostavlja da se u blizini nalazio neki sakralni objekt. Stećci su smješteni uz tursko i suvremeno muslimansko groblje što govori o tome da je stanovništvo Pridvoraca islamizirano početkom osmanske vlasti.

## Stanovništvo

### 1991.
Nacionalni sastav stanovništva 1991. godine, bio je sljedeći:V
ukupno: 410
- Muslimani - 408
- ostali, neopredijeljeni i nepoznato - 2

### 2013.
Nacionalni sastav stanovništva 2013. godine, bio je sljedeći:
ukupno: 297
- Bošnjaci - 296
- ostali, neopredijeljeni i nepoznato - 1